# Wikipedia tiếng Wolof
Wikipedia tiếng Wolof là phiên bản Wikipedia bằng tiếng Wolof. Phiên bản này có 1.737 bài viết.
Phiên bản Wikipedia này đã mở cửa vào đầu năm 2005 cùng với Wikipedia tiếng Bambara và Wikipedia tiếng Fula. Kasper Souren, người Hà Lan đã làm việc với Geekcorps, đã viết một báo cáo cho một hội nghị nguồn mở rằng cho đến năm 2006 "không có gì xảy ra nhiều" trên Wikipedia tiếng Wolof. Cho đến năm đó, nhiều bài nhỏ với rất ít thông tin đã được đăng.
Tháng 4 năm 2007, Ibrahima Fall (với tên thành viên là Ibou), một học sinh Sénégal sống tại Ý, đã bắt đầu viết một lượng lớn nội dung cho Wikipedia tiếng Wolof. Phiên bản có 500 bài viết vào tháng 11 năm 2007, 543 bài viết vào tháng 6 năm 2008 và 1028 bài viết vào tháng 8 năm 2015.